# Henry (comic strip)
Pour les articles homonymes, voir Henry.
Henry est une série de bande dessinée humoristique créée par l'Américain Carl Anderson. Elle met en scène 
Henry, un petit garçon sans cheveux, confronté à diverses situations de la vie quotidienne aux conclusions cocasses.

## Histoire
Anderson commence à signer des dessins humoristiques mettant en scène Henry en mars 1932 dans le Saturday Evening Post. Remarquée par King Features Syndicate, le personnage est adapté en strip quotidien à partir du 17 décembre 1934 puis en page dominicale à partir du 10 mars 1935. Malade, Anderson, abandonne en 1942 celui-ci à Don Trachte (qui y travaille jusqu'en 1995) et celui-là à John Liney (en), auquel succèdent Jack Tippit (en) de 1979 à 1983, puis Dick Hodgins, Jr. (en) de 1983 à 1990. En 2017, King Features diffuse toujours le strip dans de nombreux journaux.